# Youshui (sockenhuvudort i Kina, Jiangxi Sheng, lat 25,44, long 115,67)
Youshui är en sockenhuvudort i Kina. Den ligger i provinsen Jiangxi, i den sydöstra delen av landet, omkring 360 kilometer söder om provinshuvudstaden Nanchang. Antalet invånare är 13 809. Befolkningen består av 6 760 kvinnor och 7 049 män. Barn under 15 år utgör 29,0 %, vuxna 15-64 år 62 %, och äldre över 65 år 8,0 %.
Runt Youshui är det ganska tätbefolkat, med 155 invånare per kvadratkilometer. Närmaste större samhälle är Zhoutian, 14,0 km söder om Youshui. I omgivningarna runt Youshui växer huvudsakligen savannskog.
Genomsnittlig årsnederbörd är 1 936 millimeter. Den regnigaste månaden är maj, med i genomsnitt 372 mm nederbörd, och den torraste är oktober, med 18 mm nederbörd.